# Yelena Piskún
Yelena Piskún (Minsk, Bielorrusia, 2 de febrero de 1978) es una gimnasta artística bielorrusa, dos veces campeona del mundo en 1993 y en 1996 en las pruebas de salto de potro y asimétricas, respectivamente.

## Carrera deportiva
En el Mundial de Birmingham 1993 gana la medalla de oro en salto, por delante de la rumana Lavinia Milosovici y la uzbeka Oksana Chusovitina.
En el Mundial de celebrado en San Juan (Puerto Rico) en 1996 gana el oro en las barras asimétricas, empatada con la rusa Svetlana Khorkina y por delante de la francesa Isabelle Severino.